# Julia Duszyńska
Julia Duszyńska (ur. 2 lutego 1894 w Wolsku, Rosja, zm. 20 listopada 1947 w Otwocku) – polska pisarka, autorka książek dla dzieci. Była współautorką Elementarza dla I klasy z 1938 r. W latach 1935–39 była członkiem zespołu redakcyjnego pisma dziecięcego "Słonko".

## Życiorys

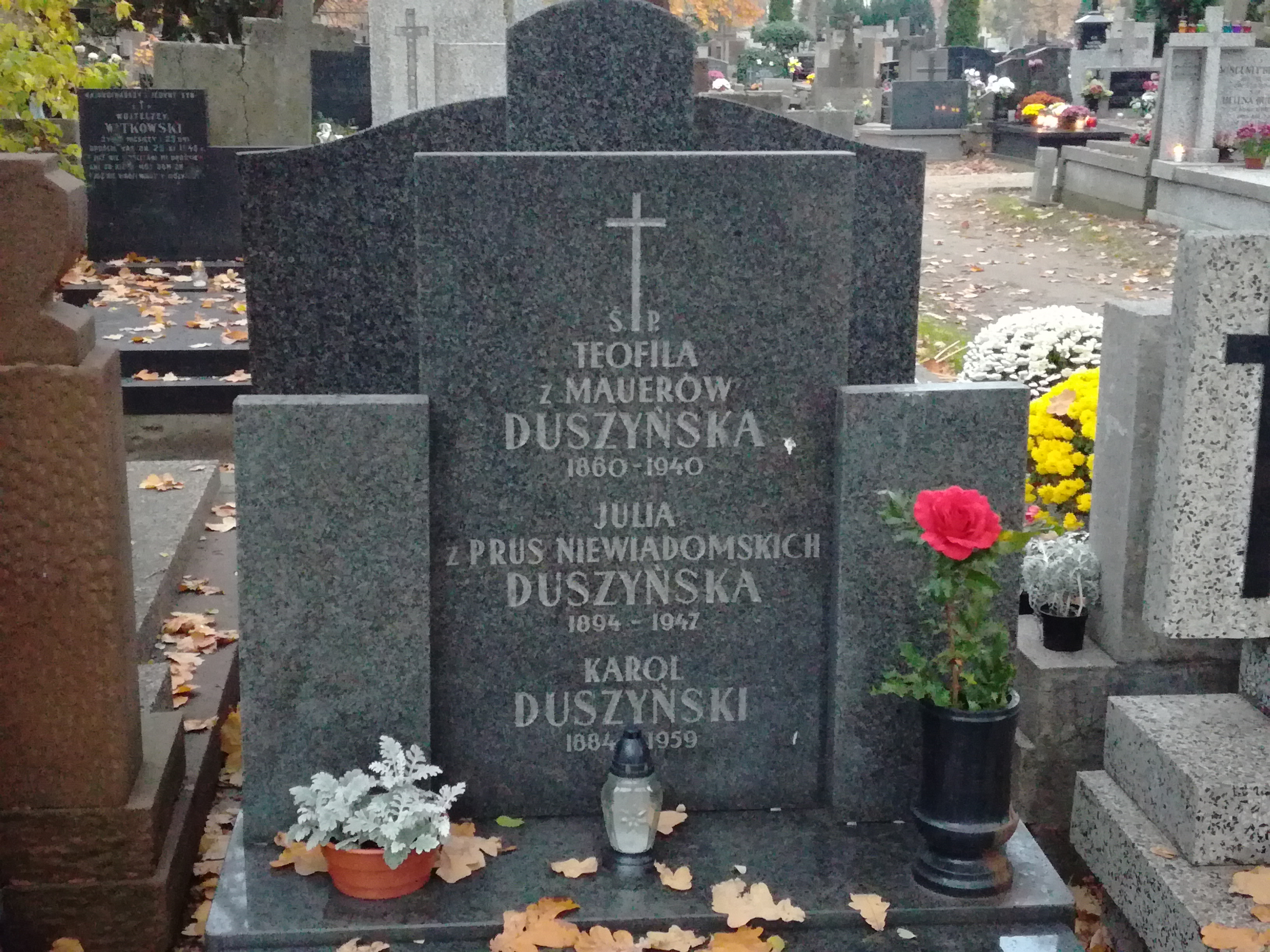
grób Julii Duszyńskiej na cmentarzu Bródnowskim

Pochodziła ze szlacheckiej rodziny Prus-Niewiadomskich, herbu Prus. Jej ojciec, Roman
Mieczysław Prus-Niewiadomski był budowniczym kolei. Matka Józefa Kamila z Rudnickich była znaną malarką, siostrzenicą Wojciecha Gersona.
W 1913 r., tuż przed I wojną światową, ukończyła gimnazjum w Warszawie. W tym samym roku zachorowała na gruźlicę i leczyła się w sanatorium w Dusznikach-Zdroju. Choroba płuc stale się odnawiała i stała się w końcu przyczyną jej śmierci.
Jeszcze przed wkroczeniem Niemców do Warszawy w sierpniu 1915 r. wyjechała z matką do ojca w Gruzji, który już od pięciu lat przebywał tam kierując jako inżynier budową strategicznych linii kolejowych. Po wybuchu rewolucji październikowej w Rosji wróciła przez Odessę we wrześniu 1918 r. wraz z rodzeństwem i rodzicami do kraju.
Wyszła młodo za mąż za Karola Duszyńskiego (1889-1959), mierniczego z Rohatynia, gdzie przebywała od 1918 r. W 1925 r. wróciła z mężem do Warszawy i rozpoczęła pracą literacką. Rodzonych dzieci Julia i Karol nie mieli, jedynie przysposobionego syna Mariana Duszyńskiego. W 1942 r. zachorowała ponownie na płuca i mieszkała od tego czasu w Otwocku.
Julia Duszyńska pochowana jest wraz z mężem Karolem Duszyńskim na cmentarzu Bródnowskim (kwatera 23B-6-31).

## Twórczość
Julia Duszyńska była autorką czytanek szkolnych i książek dla dzieci. Pisywała także fraszki. W latach 1935–1939 była członkiem zespołu redakcyjnego pisma dziecięcego "Słonko", a w latach 1937-1939 tygodnika dla starszych dzieci „Poranek”.

### Podręczniki
- Wieś i miasto – czytanka polska dla III klasy (Lwów 1934)
- Nasze miasto – czytanka polska dla II klasy (Lwów 1935)
- U progu Polski – czytanka polska dla IV klasy (Lwów 1935)
- Czytanki polskie – III klasa szkoły powszechnej (Lwów 1936)
- Nasza wieś – czytanka polska dla II klasy (Lwów 1937)
- Elementarz dla pierwszej klasy szkół powszechnych (Lwów 1937 i 1938, współautorstwo).

### Utwory dla dzieci
- Słoń Duda (Warszawa 1927) – jej debiut literacki
- Wesele w Jaworowie – Obrazek sceniczny z czasów Jana III (Lwów 1936),
- Szarusia (Lwów 1938)
- Pan Ciapcia (Warszawa 1939)
- O Capku psotnym koziołku (Poznań 1946)
- Cudaczek-Wyśmiewaczek (Warszawa 1947)
- Dziwna historia o aucie Leokadii (Poznań 1948)
- Baśń o Szymku, Tymku i żywej wodzie (Gdańsk 1949)
- O ciekawym wróbelku (Warszawa 1955)